# 風の向こう
「風の向こう」（かぜのむこう）は、2007年1月24日にリリースされた斉藤由貴19枚目のシングルである。

## 概要
表題曲「風の向こう」はBSフジ・アニメーション番組『世界名作劇場 レ・ミゼラブル 少女コゼット』のオープニング・テーマとなった。

## 批評
音楽情報サイトCDジャーナルのレビュー欄では、「テレビ・アニメ『レ・ミゼラブル　少女コゼット』主題歌。歌うは女優の斉藤由貴であるが、ヨーロッパの街並みや山々を連想させる爽やかな楽曲に対し、かつてのアイドル時代を彷彿させる清楚な歌声がばっちりハマっている。さすが『世界名作劇場』の曲である。」と紹介されている。

## 収録曲
1. 風の向こう
  - 作詞：斉藤由貴、作曲：いしいめぐみ、編曲：澤近泰輔
2. ma maman (私のお母さん)
  - 作詞：斉藤由貴、作曲・編曲：澤近泰輔
3. 風の向こう（オリジナル・カラオケ）
4. ma maman (私のお母さん) （オリジナル・カラオケ）